# Cocalzinho de Goiás
Cocalzinho de Goiás es un municipio brasileño del estado de Goiás. Su población estimada en 2018 es de 19 971 habitantes, según el Instituto Brasileño de Geografía y Estadística (IBGE).

## Historia
Para atender la fuerte demanda creada por la construcción de la nueva capital del país, Brasilia, una fábrica de cemento fue instalada en 1961 en la zona rural de Corumbá de Goiás, ciudad goiana de la fiebre del oro. Allí se desarrolló un distrito, que más tarde, obtendría su emancipación el 3 de julio de 1990. En los tiempos áureos, la fábrica tuvo cerca de 600 empleados y utilizaba plenamente la capacidad para producir 300 mil toneladas de cemento al año hasta su cierre en 1997. En 2008, la fábrica fue reabierta. El municipio es servido por varios ríos: Corumbá, Areias, Oliveira Costa y Verde. En él también está ubicada parte del Parque Estatal dos Pireneus, la mayor sierra de la cuenca amazónica y del río Paraná.

## Clima
Según la clasificación climática de Köppen, el municipio se encuentra en el clima tropical seco Aw.